# 大野良蔵

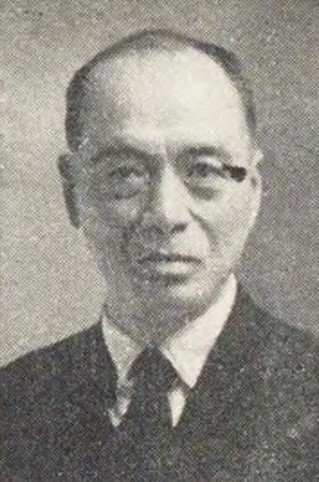
大野良蔵

大野 良蔵（良藏、おおの りょうぞう、1890年（明治23年）12月17日 - 1976年（昭和51年）2月18日）は、大正から昭和期の外科医、政治家。貴族院勅選議員、医学博士。

## 経歴
福岡県御笠郡二日市村（筑紫郡二日市町、筑紫野町を経て現筑紫野市）で大野良作の長男として生まれる。1917年（大正6年）九州帝国大学医学部を卒業した。卒業後、同医学部第一内科教室、同外科教室で勤務した。1923年（大正12年）7月24日、九州帝大より医学博士号を授与された。
1924年（大正13）大阪で外科大野病院を開業した。その他、港病院院長、木津川病院院長も務めた。
1946年（昭和21年）6月19日、貴族院勅選議員に任じられ、研究会に属して活動し1947年（昭和22年）5月2日の貴族院廃止まで在任した。

## 家系
南朝の忠臣・大野乗資は24代前の祖とされている。

## 著作
- 大野病院編『大野病院弐拾周年記念論文集』大野病院、1944年。

## 親族
- 妻 大野美喜乃 - 鳥越密三郎二女[4][3]
- 二女 寿美子 - 侯爵菊亭実賢（菊亭公長の子）の妻、離縁[4][3][8]。東京銀行大阪支店貸付課長(のち東銀副頭取)の小沢将邦と再婚[9]。前夫との娘・賢子は連れ子として小沢の養子となり、小沢の姉・孝江と志賀直(志賀潔長男)の息子・逸夫と結婚、その娘・直子は菊亭章子（菊亭公長の妻）と養子縁組した。